# Mervyn Peake
Mervyn Peake (Mervyn Laurence Peake; província de Jiangxi, Império Qing, 9 de julho de 1911—condado de Oxford, Inglaterra, 17 de novembro de 1968) foi um escritor, artista, ilustrador e poeta inglês. Peake é mais conhecido pela obra fantástica Gormenghast, um longo ciclo de histórias góticas que nunca foi devidamente completada devido a contínua debilitação na saúde do autor e sua consequente morte em 1968. Sua obra fantástica é constantemente vinculada à de seu contemporâneo, J. R. R. Tolkien (1892-1973), embora a gênese de seu senso de encantamento se aproxime muito mais do surrealismo de Charles Dickens (1812-1870) e  Robert Louis Stevenson (1850-1894) do que da inspiração em filologia e mitologia de Tolkien.
Em 2008, no aniversário de quarenta anos da morte de Peake, a revista The Times elegeu o autor um dos "50  maiores escritores britânicos desde 1945".

## Biografia

### Juventude e formação

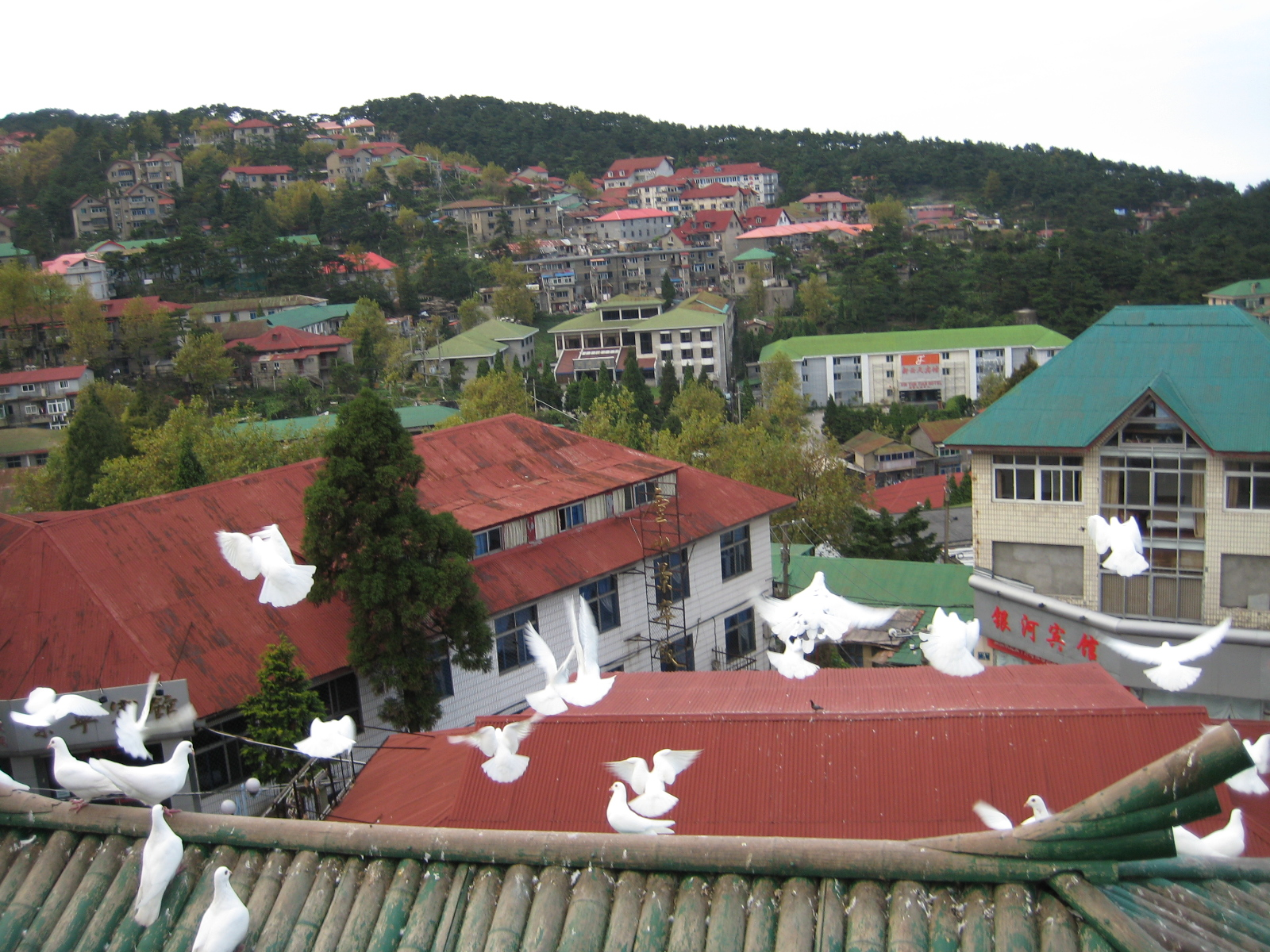
Foto de 2008 de Culing ou Kuling, em Lushan, Jiangxi, sudeste da China moderna, local de nascimento de Peake no verão de 1911

Mervyn Laurence Peake, de pais ingleses, nasceu em 9 de julho de 1911, na localidade rural de Lu, em Kuling, interior da província de Jiangxi, a sudeste da China, então Império do Grande Qing (hoje distrito de Lushan, cidade-província de Jiujiang, Jiangxi, República Popular da China), a apenas três meses antes do estourar da Revolução Xinhai, que dissolveu a China Imperial e abriu espaço para as primeiras repúblicas chinesas. Seu pai, Ernest Cromwell Peake (1879-1951), era médico, e atuava como missionário da Igreja Anglicana pela London Missionary Society no Leste Asiático, enquanto sua mãe, Amanda Elizabeth Powell-Peake (1886-1950), era enfermeira, e também atuava no interior da China como missionária. Mervyn tinha um irmão mais velho, Leslie Ernest Peake, nascido em 1909.
Mervyn e sua família permaneceram no Extremo Oriente mesmo depois do início da Revolução Xinhai e das tensões políticas que se seguiram no seio da sociedade chinesa. Eles só voltariam a Grã-Bretanha no verão de 1914, com o início da Primeira Guerra Mundial, permanecendo alocados na casa de parentes no balneário de Poole, em Dorset. Em 1916, pouco antes do aniversário de cinco anos de Mervyn, contudo, ele, seu irmão e pais voltaram a China, devido ao receio que o casal Peake tinha que fossem obrigados a se alistarem para servir no exército britânico durante a Primeira Guerra, Ernest como médico e Amanda como enfermeira. De volta à China, eles se estabeleceram então em Tianjin ou Tientsin, no nordeste do país, e só retornariam em definitivo a Europa seis anos depois, em 1922, quando a Primeira Guerra já havia chegado ao fim.
Depois de 1922, o autor nunca mais voltaria a China, embora muito da influência da sociedade e da cultural milenar chinesa tenha sido verificada em sua obra ficcional posterior. O próprio castelo de Gormenghast, cenário símbolo de sua série de fantasia homônima teria muito do espírito da Cidade Proibida de Pequim.
Na Grã-Bretanha, Mervyn e sua família se estabeleceram a partir de 1923 em Wallington, no condado de Surrey. Durante sua infância na China, Mervyn e seu irmão  frequentaram a Tientsin Grammar School, uma escola preparatória totalmente voltadas para os filhos de imigrantes ingleses como seus pais (Peake e seus irmãos foram alfabetizados exclusivamente em inglês). A partir de 1923, aos doze anos, quando voltou com a família para a Inglaterra, Mervyn começou a frequentar o Eltham College, em Mottingham, Londres.
Durante o período em que passou estudando em Eltham, entre 1923 e 1929, Mervyn foi especialmente encorajado pelo seu  professor de língua inglesa, Eric Drake (1888-1947), que se surpreendeu com seu talento e a criatividade. A partir desse período, o autor começou a descobrir a paixão pelas artes, em muito pelo incentivo do próprio Drake, tendo completado seus estudos na Croydon School of Art, em Croydon, Londres, e na Royal Academy of Arts (RAA), em Piccadilly, entre 1929 e 1933.
Foi na Royal Academy que o autor teve, inclusive, seu primeiro contato com a pintura, para a qual demonstrou grande aptidão, tendo esboçado suas primeiras telas a partir da primavera de 1930. Foi nessa época também que Mervyn conseguiu finalizar pela primeira vez um poema longo de sua autoria, intitulado a A Touch o' the Ash. No ano seguinte, fez sua primeira exposição na Royal Academy, com a exibição de sua obra ocorrendo na   Soho Group.

### Início da carreira artística
A partir dos anos 1930, Peake iniciou sua carreira profissional como pintor e artista plástico. Inicialmente ele se estabeleceu em Londres, tendo depois de mudado para uma localidade remota no litoral oeste da ilha de Sark, em Guernsey, no canal da Mancha. Lá, ele esperava se integrar a uma colônia de artistas criada por seu antigo professor de língua inglesa e um de seus principais mentores, Eric Drake. Mervyn viveria em Sark de 1932 até 1935. Nesse período, o artista começaria a trabalhar à distância com o figurino de peças de West End, sendo seu primeiro trabalho para a peça The Insect Play.
A partir de 1935, o artista voltaria a Londres e começaria a trabalhar constantemente com o design de cenários e vestuários para peças em West End. Ele também teria, a partir daquele ano, muitas de suas obras produzidas durante o período em Sark em galerias de Londres e Paris. Nessa época, teve o trabalho divulgado e aclamado pelo The Sunday Times. No mesmo ano, começou a lecionar desenho na Westminster School of Art, em Westminster, oportunidade em que conheceu e se apaixonou por uma de suas alunas, Maeve Gilmore (1917-1983), com quem se casaria em 1937. Juntos, Mervyn e Maeve teriam três filhos, Sebastian (1940-2012), Fabian (1942-) e Clare (1949-).
A partir de 1938, Peake alcançaria grande sucesso com exposições na Calmann Gallery, em Battersea. Em 1939, publicaria seu primeiro livro, Captain Slaughterboard Drops Anchor, um romance infanto-juvenil autoilustrado baseado em uma história que ele começou a desenvolver ainda em 1936. A partir do fim de 1939, passou a atuar como ilustrador de livros infantis, tendo como seu primeiro trabalho, a obra Ride a Cock Horse and Other Nursery Rhymes, uma coletânea publicada pela editora Chatto & Windus no natal de 1940.

### Segunda Guerra Mundial

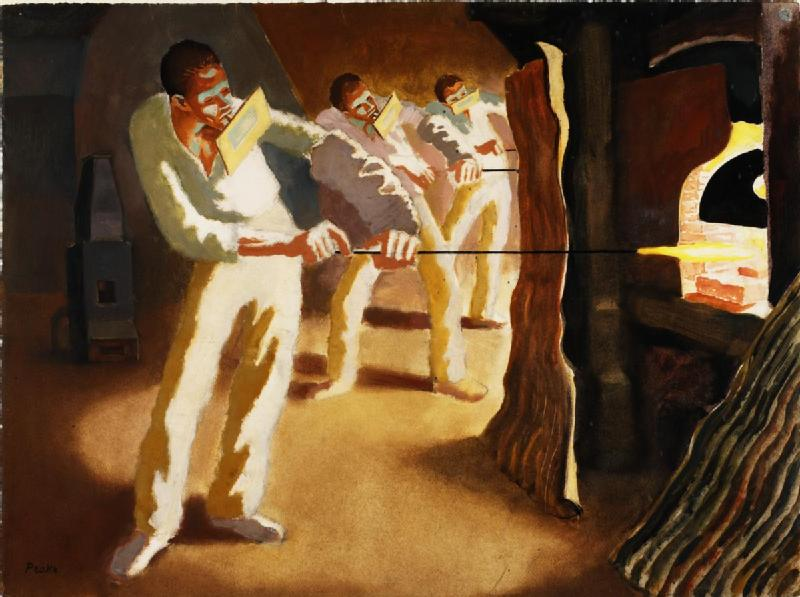
Sopradores de Vidro (no original, Grass-blowers), da coleção From the Furnace, de autoria de Peake, óleo sobre tela, 1943

Em 1939, com o estourar da Segunda Guerra Mundial, Peake abandonou temporariamente sua carreira de autor infanto-juvenil e se dedicou, através de sua arte, a retratar o conflito, se tornando um "artista de guerra", à exemplo de muito de seus conterrâneos europeus e colegas artistas da Espanha durante a Guerra Civil Espanhola, nos anos 1930.
Na época, Peake, com a crescente ameaça de bombardeios a Londres, se mudou com sua família para o interior da Inglaterra, estabelecendo em uma fazenda perto de Arundel, Sussex. Na época, Mervyn e Maeve tiveram seu primeiro filho, Sebastian, nascido em janeiro de 1940. Foi em Sussex começou a trabalhar na coletânea An Exhibition by the Artist, Adolf Hitler, em que cenas devastadoras causadas pela conflito no continente retratadas pelo artista como se fossem da autoria do líder nazista recebiam título irônicos. Na época, Peake tinha esperanças que, se seu trabalho fosse comprado e divulgado pelo Real Ministério da Informação britânico como veículo de propaganda para as massas, ele conseguiria dispensa no exército e não precisaria participar efetivamente da guerra. An Exhibition by the Artist, Adolf Hitler foi de fato adotada pelo governo inglês, mas seu pedido para dispensa no exército foi negada inicialmente, e ele foi obrigado por lei a se alistar e a servir. O artista se alistaria oficialmente na primavera de 1940, pouco antes de completar vinte e nove anos.
No verão, Mervyn começou o treinamento para integrar as forças da Real Artilharia britânica, tendo sido enviado para o front na França antes do natal daquele ano. No total, o artista serviria ao exército britânico por quase dois anos, tendo primeiramente integrado a Real Artilharia para depois ser destacado para a Real Engenharia, combatendo entre a França, a Bélgica e Luxemburgo. Foi durante esse período que o autor começou a trabalhar no romance Titus Groan, que se tornaria o primeiro volume de sua aclamada série Gormenghast.
No entanto, Peake não desistiria de atuar exclusivamente como "artista de guerra" para o governo de Winston Churchill, e requereria a dispensa do exército em diversas ocasiões entre 1940 e 1942. Em abril de 1942, contudo, depois de quase um ano e meio servindo na Europa continental e tendo apenas algumas poucas oportunidades para voltar à Inglaterra por curtos períodos para visitar a família, Peake sofreu um colapso nervoso, e foi hospitalizado na Bélgica e depois enviado de volta para a Grã-Bretanha. No início de junho, Mervyn enfim conseguiu sua dispensa do exército, embora seu pedido para integrar a War Artists' Advisory Committee (WAAC) do governo britânico tenha sido negado mais uma vez, na época. A admissão na entidade garantiria ao autor um salário fixo para trabalhar para o Ministério de Propaganda.
Mervyn só seria admitido na WAAC em fevereiro de 1943, quando foi contratado para trabalhar em regime integral. Na época, a partir de abril daquele ano, como parte de suas atividades para a WAAC, ele teve de se mudar para Birmingham com a família para registrar a intensa movimentação nas fábricas da região de West Midlands durante o conflito. Antes do fim do verão de 1943, Peake voltou a se mudar, estabelecendo-se em Westminster, Londres, para que pudesse acompanhar e registrar através de sua arte o treinamento de recrutas do Royal Air Force para o combate no continente.
A partir de junho de 1945, já com o fim da Segunda Guerra na Europa declarado, Peake, à convite de Edgar Ainsworth, editor da revista londrina The Leader, viajou por quatro meses para a Alemanha, a fim de registrar para a publicação as consequências que a guerra deixou pelo país, então recém ocupado pelas forças aliadas. Na época, ele visitou o que havia restado de cidades como Berlim, Hamburgo, Munique, Dortmund, Hanôver e Colônia. O artista também visitou localidades rurais e remotas, e o então recém desativado campo de concentração de Bergen-Belsen, nas proximidades de Celle, na Baixa Saxônia. É durante essa viagem que Mervyn reúne ideias para uma série de poemas e produz diversos esboços de desenhos e pinturas.

### A publicação deTitus Groan, início da sérieGormenghaste a carreira como ilustrador
O período entre os anos de 1943 e 1948 foi o mais criativo e produtivo da carreira de Mervyn Peake. Em 1944, o autor publicou a coletânea de poemas nonsense Rhymes Without Reason. Apesar de elogiado pela crítica especializada da época — foi resenhado como "excepcional" pelo autor e poeta inglês John Betjeman —, não obteve sucesso comercial imediato. Foi apenas em 1946 que Peake alcançou sucesso no mercado literário, lançando o romance Titus Groan, que conta sobre as peripécias da família Groan envolvida pelo nascimento e os primeiros anos de vida do personagem título. Titus Groan se tornaria o primeiro volume de sua série fantástica Gormenghast, e foi lançado originalmente pela editora Eyre & Spottiswoode de Londres, a primeira grande publicação de Peake desde o início da Segunda Guerra. Na época, o manuscrito original de Titus Groan foi recomendado para a Eyre & Spottiswoode pelo autor Graham Greene (1904-1991), que tinha amigos em comum com Peake e se apaixonou pela história, cujo original ele leu em apenas um fim de semana.
Ainda em 1946, Mervyn voltou a residir nas ilhas  Guernsey, mais de uma década depois de se mudar do conjunto britânico de ilhas do Canal da Mancha. Ele e sua família se estabeleceram permanentemente no tradicional hotel Le Chalet, na ilha de Alderney. A mudança foi especialmente benéfica para a esposa do autor, Maeve Peake, pintora e artesã, que muito se viu inspirada pelas paisagens exóticas da ilha para dar continuidade aos seus trabalhos.
Nessa época, Mervyn Peake rapidamente foi alçado a fama de ilustrador de histórias infantis na Grã-Bretanha, e até início dos anos 1950, muitas de suas ilustrações para acompanhar clássicos da  literatura infantojuvenil e de mistério inglesa como Alice no País das Maravilhas e Hunting of the Snark, de Lewis Caroll, The Rime of the Ancient Mariner, de Samuel Taylor Coleridge, Household Tales dos Irmãos Grimm, All This and Bevin Too, de Quentin Crisp e O Estranho Caso do Dr. Jekyll e Mr. Hyde, de Robert Louis Stevenson. Foi também nesse período, em 1949, que Mervyn criou o logo da editora britânica Pan Books (fundada em 1944),  inspirando-se na figura da mitologia greco-romana Pã (ou Pan, em inglês), um fauno. Desde que o Graham Greene indicou seu livro Titus Groan para a editora Eyre & Spottiswoode, ele e Peake haviam se tornado amigos pessoais, e foi justamente Greene, à época, que o indicou para os editores da Pan como o artista perfeito para criar o logo da editora. Ainda em 1949, Maeve Peake deu à luz o terceiro filho do casal, e a única menina, Clare.
Em 1950, Mervyn publicou Gormenghast, segundo volume da série homônima. O romance se tornaria um sucesso comercial e de crítica superior ao volume original da série, Titus Groan, e com ele, Peake ganharia em 1951 o Heinemann Prize for Literature, da Sociedade Real de Literatura inglesa.
No ano anterior, Mervyn e a família deixaram Guernsey e voltaram a residir na Grã-Bretanha, estabelecendo-se em Smarden, no condado de Kent, a partir do outono daquele ano e, mais tarde, em 1952, se mudando para Wallington, cerca de trinta anos depois do próprio autor ter se mudado pela primeira vez para a localidade, aonde ele, seus pais e irmão se estabeleceram durante o retorno a Europa e aonde ele passou boa parte da adolescência. Na época, o pai de Mervyn, Ernest, havia falecido recentemente, e havia deixado em testamento a casa em que ele havia passado a infância em Wallington.
Ainda em 1952, o autor começou a lecionar na Central School of Art and Design de Londres, mesma época em que começou a trabalhar no romance infanto-juvenil Mr. Pye publicado no ano seguinte e depois, em 1957, adaptado para uma peça transmitida via rádio pela BBC.

### Últimos anos
A partir da segunda metade da anos 1950, a saúde de Mervyn começou a apresentar os primeiros sinais de decaída. Em 1956, ele e a mulher viajaram pela Espanha mediterrânea durante o verão, e no mesmo ano, Boy in Darkness, sua novela ambientada no universo de Gormenghast, foi publicada na antologia Sometime, Never: Three Tales of Imagination, que ainda trazia estórias de William Golding, autor de O Senhor das Moscas, e John Wyndham. Ainda em 1956, o romance Titus Groan foi adaptado pela primeira vez para o rádio pela BBC.
Em 1957, o autor finalizou The Wit To Woo, sua primeira peça autoral. Ela foi encenada em West End, Londres, pela primeira vez em outubro daquele ano. Mervyn tinha esperanças de que, se The Wit to Woo fosse bem sucedida, ele pudesse iniciar uma carreira como dramaturgo. Contudo, a peça foi um fracasso comercial e de crítica. Na época, o desempenho desfavorável de The Wit to Woo afetou enormemente o autor, psicologicamente, e antes do natal de 1957, Mervyn sofreu um novo colapso nervoso e foi internado em um hospital de Londres. Sua saúde declinou rapidamente, e os sintomas da doença neurodegenerativa com a qual ele seria diagnosticado nos anos 1960, e que tiraria sua vida, se intensificaram.
O autor, no entanto, conseguiu finalizar e publicar, em 1959, Titus Alone, terceiro volume da série Gormenghast. A partir dessa época, Peake começou a apresentar as primeiras dificuldades para desenhar e escrever, tendo que contar com a ajuda de sua esposa Maeve para completar seus trabalhos. Ele iniciou uma terapia eletroconvulsiva para tratar a doença nesse período, mas com poucos efeitos.
Seus últimos trabalhos publicados em vida foram as ilustrações para a tradução em inglês Droll Stories, de Honoré de Balzac, publicado em 1961, e para seu próprio poema The Rhyme of the Flying Bomb, publicado em 1962 e que Mervyn havia escrito mais uma década antes.
Peake trabalhava no quarto volume da série Gormenghast, Titus Awakes, no  verão de 1968 quando seu estado de saúde o incapacitou completamente de escrever ou desenhar, mesmo com a ajuda de sua esposa e filhos. O autor faleceu em 17 de novembro daquele ano, na casa de seu cunhado em Burcot, perto de Oxford, aos cinquenta e sete anos.

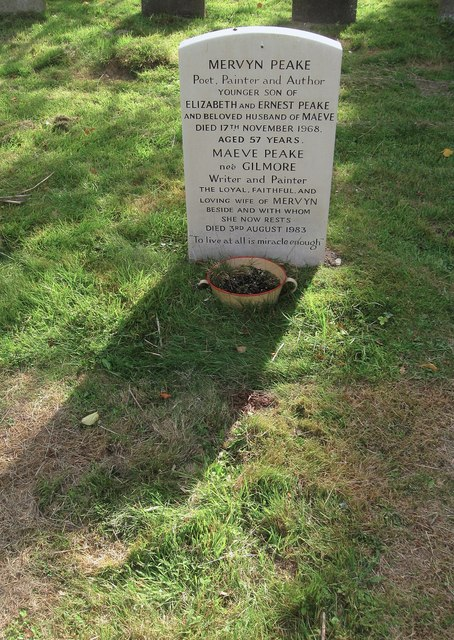
Túmulo no cemitério da igreja de Saint Mary, aonde permanece enterrado o corpo de Peake e de sua esposa

Mervyn foi enterrado no cemitério da igreja anglicana de St. Mary, em Burpham, perto de Guildford, Surrey. Em 1983 Maeve, a esposa de Peake, faleceu, e foi enterrada ao seu lado.
Em 2003, um estudo da comunidade de medicina neurológica dos Estados Unidos afirmou que a causa da morte de Peake foi em decorrência de Demência com corpos de Lewy, em vez da demência vascular com a qual ele foi diagnosticado no final de sua vida.

## A sérieGormenghast
Gormenghast é uma série gótica de dark fantasy que se centra nas histórias dos habitantes do colossal e decadente castelo de mesmo nome. O primeiro volume, Titus Groan, de 1946, conta os desdobramentos que se dão à partir do nascimento do personagem Titus, herdeiro da cidade-fortaleza-castelo de Gormenghast. O segundo volume, Gormenghast, de 1949, fala sobre sua infância e adolescência, ao mesmo tempo em que as lutas pelo poder dentro de Gormenghast se acentuam, que acabam por forçar Titus a se exilar quando seu direito ao trono é usurpado. Titus Alone, terceiro volume da série, acompanha Titus em sua viagem pelo desconhecido mundo existente além de Gormenghast. O quarto volume para a série, Titus Awakes, que Mervyn Peake escrevia quando veio a falecer em 1968, permaneceu inacabado. Contudo, nos anos 1970, a viúva do autor, Maeve Peake, escreveu sua própria continuação de Titus Alone, abandonando o que já havia sido escrito por Mervyn em vida. No entanto, a obra, com o subtítulo Search Without End, nunca foi publicada.
Em 2010, o filho do autor, Sebastian Peake, anunciou que sua filha havia encontrado, na casa da família em Wallington, cadernos até então desconhecidos que haviam pertencido a Mervyn e que continham notas suas datadas do início dos anos 1960. Nelas, haviam fragmentos que indicariam o fim planejado pelo autor para Titus Awakes. Nesses fragmentos, conta-se que as viagens de Titus pelo mundo levariam ele até uma pequena ilha que Mervyn identifica como sendo Sark, e lá, o personagem se estabelece, se tornando o próprio Mervyn Peake. O manuscrito original redigido pelo autor, que permanecia inédito, e esses fragmentos desconhecidos, além de ilustrações perdidas, foram reunidos e publicados como o título de Titus Awakes: The Lost Book of Gormenghast, lançado em julho de 2011, para coincidir com o aniversário de 100 anos do nascimento de Mervyn.